# فردریک دبلیو استورکو
فردریک دبلیو استورکو (به انگلیسی: Frederick W. Sturckow) فضانورد اهل ایالات متحده آمریکا است که در ۱۱ اوت ۱۹۶۱ میلادی در لا مسا، کالیفرنیا زاده شد.
وی در مأموریت اس‌تی‌اس-۸۸، اس‌تی‌اس-۱۰۵، اس‌تی‌اس-۱۱۷، اس‌تی‌اس-۱۲۸ حضور داشته است.